# Kerivoula pellucida
Kerivoula pellucida је врста слепог миша из породице вечерњака (лат. Vespertilionidae).

## Распрострањење
Ареал врсте покрива средњи број држава. Врста има станиште у Брунеју, Индонезији, Малезији, Тајланду и Филипинима.

## Станиште
Станиште врсте су шуме. Врста је присутна на подручју острва Суматра у Индонезији.

## Угроженост
Ова врста је на нижем степену опасности од изумирања, и сматра се скоро угроженим таксоном.